# 祇園 (広島市)

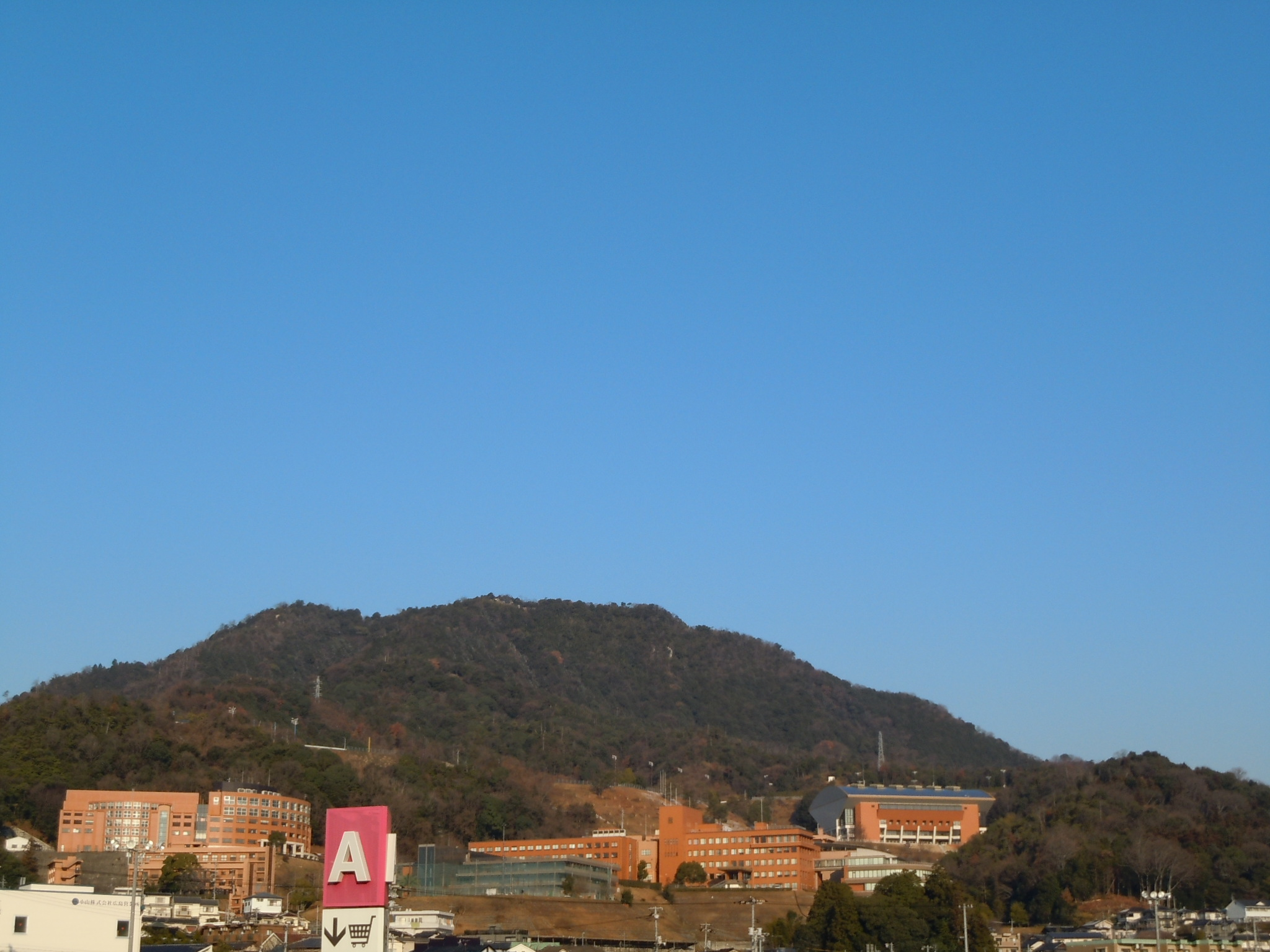
祇園地区のシンボル武田山

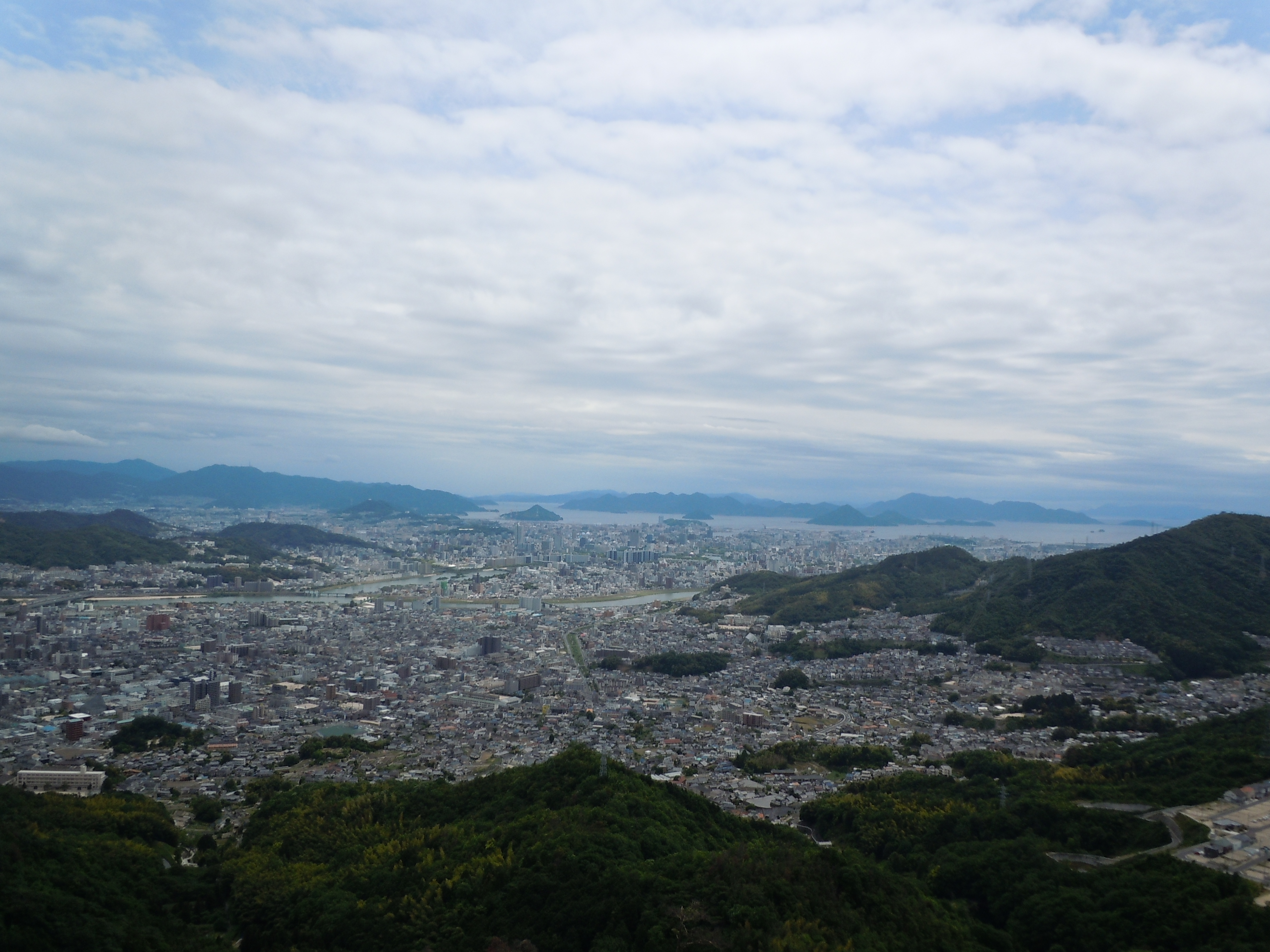
武田山から見た祇園地区（山本・長束方面）

祇園（ぎおん）は、広島市安佐南区に位置する地区である。ここでは、旧祇園町の区域について述べる。

## 概要
1972年（昭和47年）8月27日に、広島市と合併し広島市祇園町となり、1980年(昭和55年)広島市が政令指定都市に指定され広島市安佐南区祇園、長束、山本、東原および西原となる。

### 祇園・長束・山本
古の伊福鄕、後の安の庄の一部。
安の庄は上安村（現在の上安、相田、大町）、下安村となった。寛永15年、下安村は、南下安村、北下安村に分かれる。1889年（明治22年）の大合併により、沼田郡南下安村、北下安村の2村が合併し沼田郡祇園村となる。
長束村は、昔は長塚とも書かれていたと云われる。1943年（昭和18年）まで、安佐郡長束村。
山本村は、沼田郡東山本村、西山本村。武田氏の城、金山城の下に位置したことから山本と云う。1889年（明治22年）の大合併により、2村合併し、沼田郡山本村。その後、1943年（昭和18年）まで、安佐郡山本村。
1938年（昭和13年）、安佐郡祇園村が町制を施行し、安佐郡祇園町となる。
1943年 (昭和18年) 、祇園町、山本村、長束村、原村が合併し、安佐郡祇園町となる。

### 西原・東原
古川の東を東原、西を西原で、それぞれ沼田郡東原村、沼田郡西原村であった。1920年（大正9年）2村合併し、沼田郡原村となる。古川は慶長12年の洪水まで、太田川の本流であった。1943年（昭和18年）に安佐郡祇園町と合併する。

## 地理
安佐南区の南東に位置し、西端の武田山などの山麓から東端の太田川に向かって東に広がり、太田川までの間を西から山本川、安川、古川の４つの河川が流れる地域である。

### 河川
西端の武田山から山本・長束にかけて山本川、祇園と西原の境を安川、西原と東原の境を古川、そして太田川が地区の東端を通っている。
なお、山本川は大正期に二度発生した源流域の土石流災害による大改修事業により、流路が大きく変わっている。
- 太田川
- 太田川放水路
- 古川
- 安川
- 山本川 - 東山本川・西山本川

### 山
西端は旧西山本を囲むように、北から武田山、火山、丸山、宗箇山が連なる山林に占められている。
近年、安芸武田氏の居城であった武田山を中心に、地元住民による里山整備・保全活動により山道が整備され、展望良い場所が多いことから、週末にはハイキングやトレッキング、縦走を楽しむ人々の姿がよく見られるようになっている。
なお、武田山から西区・佐伯区の鈴ヶ峰までは500m以下の山々が連なり、約20kmの縦走コースとなっている。
- 火山（標高488.3m） - 武田山〜鈴ヶ峰の最高峰
- 丸山（標高457.6m） - 街道跡や治水事業の遺構が見られる
- 武田山（標高410.9m）-　銀山城址として県史跡に指定されている
- 宗箇山（標高356m）-　戦国時代の茶人である上田宗箇が松を植え、縮景園などの借景としたのが名称の由来

## 歴史、名勝
武田山には安芸武田氏の拠点であった銀山城址、武田山から東へ延びる丘陵先端に銀山城の支城であった尾首（おくび）城址が、麓には歴史的建造物が多く、長束神社や安神社など律令後期から鎌倉時代に建てられ、原爆投下による焼失を免れた神社仏閣が現存している。
過去には古代山陽道と瀬戸内海に面し、安芸国の流通・経済の中心地として栄えていたが、毛利元就が武田氏を滅ぼし、毛利輝元が広島城に居を構えたことで現在の中区に流通・経済の中心地が移ることとなった。特に安神社（お祇園さん）はその影響を受けているが、現在でも祇園地区ひいては安佐南を代表する神社のひとつである。なお、武田山にちなんだ地域のイメージキャラクターとして、「たけちゃま」が存在する。

## 文化財

### 神社
- 安神社 （祇園） – 祇園社と称す。創立の年代は定かでない。素戔嗚尊稲田姫を祀る。もとは松尾山にあり、須美津社と云い別當を感神院と称す。正安年頃この地に移る。金山城主武田氏、毛利、福島、浅野が相次いで崇敬する。明治6年郷社となる。
- 平山神社 （山本） – 平山八幡宮と称す。八幡神を祀る。天文頃大内家により社殿が再建される。永禄頃、毛利家が改築し社領を寄附したと云われる。
- 長束神社 （長束） – 八幡神、伊弉諾神尊、大年神を祀る。貞観12年に大年山に在ったが、中世に今の場所に移ったと云われる。
- 安藝津彦神社 （長束） – 安藝津都命、安藝都姫命を祀る。もと青原にあり官幣社と称し厳島兼帯七社のひとつであったが、後にもと新庄に在った安藝津彦神社を合し今の地に移ったと云われる。福島時代に社領五十石が附される。浅野家の時厳島より蔵米一石六斗が分配されていた。
- 熊野神社 （祇園村南下安帆立/祇園） – 伊弉諾命、伊弉冉命を祀る。この地に家が建てば必ず火災があったが領主武田氏がこの社を勧請後に火災が少なくなったことから、火防神とも云われたという。武田光和の時に、力石が寄附された。後世にこの石を路傍に置き、武田氏の投石と称す。現在は地蔵となっている。
- 新羅神社 （祇園村北下安山ノ上/祇園） – 武田氏の祖、義光霊を祀る。武田信宗の創建。
- 熊岡神社 （祇園村八幡/祇園） – 八幡神を祀る。武田氏金山城の守護とし鎌倉鶴岡より勧請する。
- 日吉神社 （祇園村北下安尾首/祇園） – 大山咋神、大己貴神を祀る。武田氏在城の時、龍原に勧請、武田氏滅亡後尾首に移す。
- 冬木神社 （原村西原/西原）
- 瑞穂神社 （原村東原/東原）

### 仏閣
- 立専寺 （山本村東山本/山本） – 武将山と號す。昔は禅宗で、浄土真宗に改宗。
- 専念寺 （山本村西山本/山本） – 清徳山と號す。昔は禅宗で、浄土真宗に改宗。
- 蓮光寺 （長束村/長束） – 栢原山と號す。もと仏護寺十二坊のひとつ。昔は天台宗で、浄土真宗、時宗となり、慶長4年蓮光寺と改める。七世了寂の代廣島より今のところに移る。天文23年の仏護寺領地目録中に、下安村松陰坊屋敷の記載がありこの屋敷はこの寺の址である。武田氏滅亡後、下安を去り、草津、廣島開墾の時己斐松原の北に移り、慶長に広瀬に移り、その後寛永頃に今の場所に移ったと云われる。
- 長束の蓮華マツ（ながつかのれんげまつ） – 県天然記念物1954年（昭和29年）指定。安佐南区長束の蓮光寺にあるクロマツ。地を這うような形から、｢臥竜（がりゅう）松｣｢蓮華の松｣とも呼ばれる。蓮光寺が、広瀬から現在の地に移ったのは、一説に寛永7年（1630年）の頃で、クロマツはその記念として植えられたものだと言われる。
- 勝惣寺 （祇園村/祇園） – 龍水山と號す。元禄元年の創立。浄土真宗。
- 明福寺 （原村西原/西原） – 原洞山と號す。昔は真言宗大蔵坊と云う。応永4年の改宗。浄土真宗。慶長5年今の名前に改める。
- 浄源寺 （原村東原/東原） – 小原山と號す。

※（）内表記は、旧地名/現地名

## 主な施設

### 公共施設
- 安佐南区役所祇園出張所
- 安佐南消防署祇園出張所
- 広島県警察安佐南警察署
- 安佐南郵便局
- NHK広島放送局祇園ラジオ放送所

#### 小学校
- 祇園小学校
- 長束小学校
- 山本小学校
- 春日野小学校
- 長束西小学校
- 原小学校
- 原南小学校

#### 中学校
- 東原中学校
- 祇園東中学校
- 祇園中学校
- 長束中学校
- 私立AICJ中学校

#### 高等学校
- 広島県立祇園北高等学校
- AICJ高等学校

#### 大学
- 広島経済大学
- 広島文化学園大学/広島文化学園短期大学

#### 公民館
- 祇園公民館
- 祇園西公民館

### 店舗など
- イオンモール広島祇園 - 核店舗はイオン広島祇園店
- スーパーマーケット
  - ゆめテラス祇園 - 旧いづみ祇園店
  - フレスタ
  - ユアーズ
- ドラッグストア
  - ウォンツ西原店
  - ココカラファイン
  - レデイ薬局祇園店
- エディオン祇園店
- ドン・キホーテ広島祇園店 - 旧デオデオ西原店

#### 銀行
- 広島銀行
- もみじ銀行
- 広島信用金庫
- 山口銀行

## 交通

### 鉄道
- JR可部線
  - --安芸長束駅--下祇園駅--
- 広島高速交通広島新交通1号線
  - --祇園新橋北駅--西原駅

### バス
可部街道のバスは祇園出張所前などに停車する。
- 広電バス
- 広島交通

広島市中心部へは紙屋町・八丁堀や広島バスセンターへの運行がある。

### 道路
- 国道54号（祇園新道）
  - 祇園新橋
- 国道183号（可部街道）
  - 祇園大橋
- 広島県道277号古市広島線
  - 新庄橋

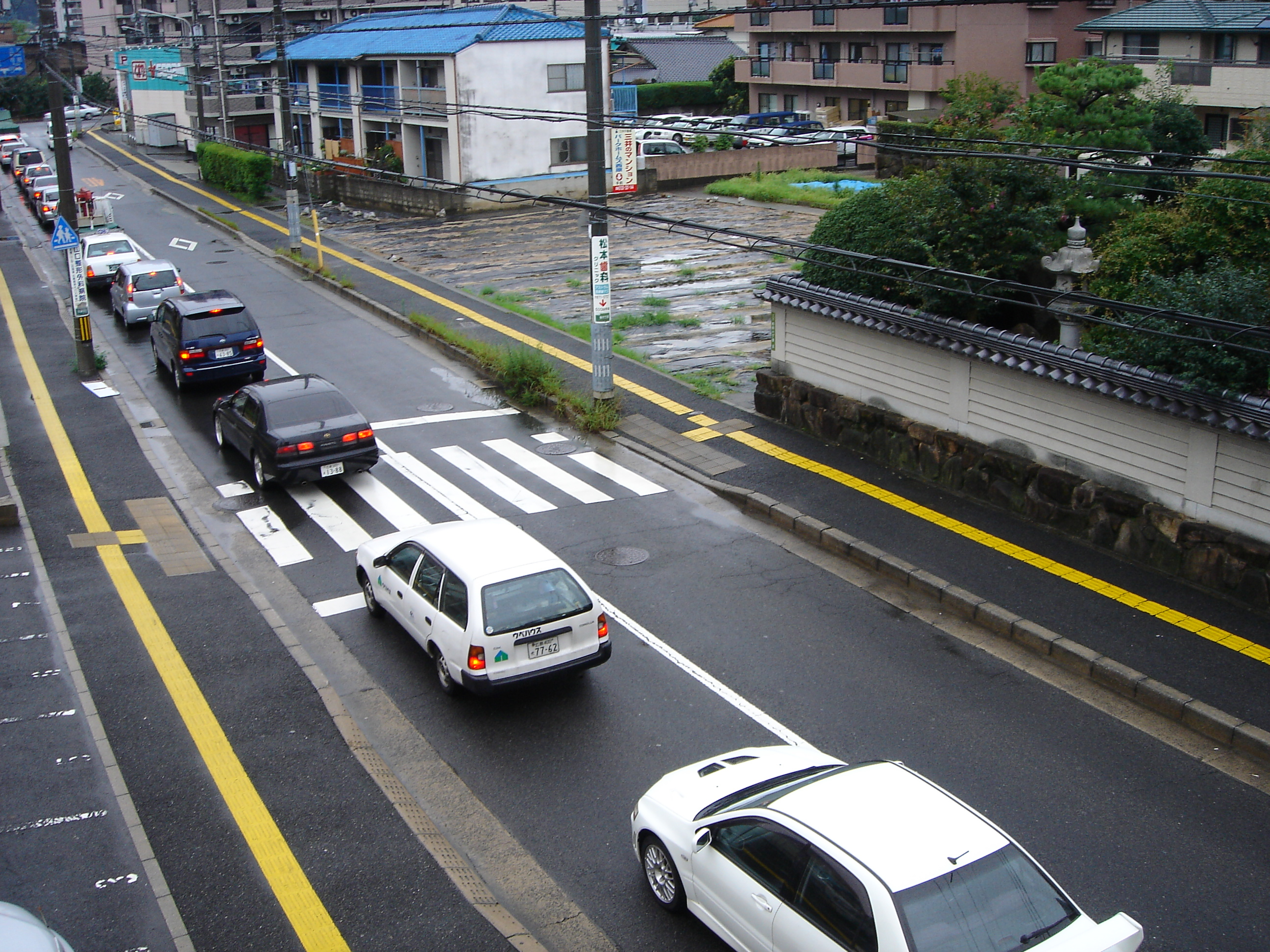
県道152号から可部街道(今津南交差点)方向を望む

地元では国道183号（可部街道）を「新道（新国道）」、県道277号を「旧道（旧国道）」と呼んでおり、路線バスにも同様の表示がされている。

## 住居表示
- 祇園（1〜8丁目）
- 長束（1〜6丁目）
- 長束西（1〜5丁目）
- 山本（1〜9丁目）
- 山本新町（1〜5丁目）
- 山本町
- 東原（1〜3丁目）
- 西原（1〜9丁目）